# Serie A-1 2010-2011 (pallacanestro in carrozzina)
La Serie A-1 è la 34ª edizione del massimo campionato italiano di pallacanestro in carrozzina.

## Regolamento

### Formula
Le 10 squadre iscritte si incontrano con gare di andata e ritorno. Le squadre classificate nei primi quattro posti effettuano i Play-Off articolati in semifinali e finali. Le squadre posizionate all'8º e 9º posto disputano i Play-Out Serie A/1. L'ultima retrocede in Serie A2.

## Le squadre partecipanti
Le squadre che partecipano alla stagione 2010/2011 sono:
- Aurora UGF Ass.zioni Cass. Rur. Artigiana Cantù
- LABS BLS Regione Abruzzo Giulianova
- Padova Millennium Basket
- BA.D.S. Quartu S. Elena
- CMB Santa Lucia Sport Roma
- Lottomatica Elecom Roma
- Santo Stefano P.P.P.
- Anmic Sassari
- Dream Team Taranto[1]
- HB Torino Asja SKF

## Stagione regolare

### Classifica
Aggiornata al 5 marzo 2011
|  |    | Classifica stagione regolare 2010-2011  | PT | G  | V  | P  | PF | PS |
|  | -- | --------------------------------------- | -- | -- | -- | -- | -- | -- |
|  | 1. | CMB Santa Lucia Sport Roma              | 28 | 14 | 14 | 0  |    |    |
|  | 2. | Lottomatica Elecom Roma                 | 22 | 14 | 11 | 3  |    |    |
|  | 3. | BA.D.S. Quartu S. Elena                 | 18 | 14 | 9  | 6  |    |    |
|  | 4. | LABS BLS Reg. Abruzzo Giulianova        | 18 | 13 | 9  | 4  |    |    |
|  | 5. | Padova Millennium Basket                | 12 | 15 | 6  | 8  |    |    |
|  | 6. | Aurora UGF Ass. Cass. Rur. Artig. Cantù | 12 | 16 | 6  | 10 |    |    |
|  | 7. | Santo Stefano P.P.P.                    | 12 | 15 | 6  | 9  |    |    |
|  | 8. | Anmic Sassari                           | 16 | 13 | 2  | 11 |    |    |
|  | 9. | HB Torino Asjia SKF                     | 0  | 14 | 0  | 14 |    |    |
|  |    | Dream Team Taranto                      | -  | -  | -  | -  |    |    |

### Risultati
| Risultati                               | CAN   | GIU   | PAD   | QUA   | TAR   | RO.E  | RO.S  | S.ST  | SAS   | TOR    |
| --------------------------------------- | ----- | ----- | ----- | ----- | ----- | ----- | ----- | ----- | ----- | ------ |
| Aurora UGF Ass. Cass. Rur. Artig. Cantù |       | 47-67 | 66-57 | 56-60 | x     | 68-83 | 42-73 | 63-69 | 60-52 | 69-71  |
| LABS BLS Reg. Abruzzo Giulianova        | 54-61 |       | 58-50 | -     | -     | -     | -     | 55-67 | 55-46 | -      |
| Padova Millennium Basket                | 63-60 | -     |       | -     | -     | 60-82 | 54-60 | -     | -     | -      |
| BA.D.S. Quartu S. Elena                 | 74-63 | 66-46 | 64-73 |       | -     | 54-69 | -     | -     | -     | 102-52 |
| Dream Team Taranto                      | 76-67 | 55-65 | -     | -     |       | -     | -     | x     | 59-82 | -      |
| Lottomatica Elecom Roma                 | 74-50 | -     | -     | -     | x     |       | -     | -     | -     | -      |
| CMB Santa Lucia Sport Roma              | 61-45 | -     | -     | -     | -     | 64-57 |       | -     | 68-54 | 79-29  |
| Santo Stefano P.P.P.                    | 60-72 | -     | -     | 71-81 | -     | 55-70 | -     |       | 65-60 | -      |
| Anmic Sassari                           | 60-71 | -     | -     | 56-73 | -     | -     | -     | -     |       | -      |
| HB Torino Asja SKF                      | 54-67 | 40-88 | 48-69 | -     | 50-46 | -     | -     | -     | 57-62 |        |